# Aporrhais pesgallinae
Aporrhais pesgallinae is een slakkensoort uit de familie van de Aporrhaidae. De wetenschappelijke naam van de soort is voor het eerst geldig gepubliceerd in 1963 door Barnard.